# Victor Friedrich Solms
Victor Friedrich, hrabia von Solms-Sonnenwelde (ur. 16 września 1730, zm. 24 grudnia 1783) – pruski dyplomata.
Jego ojcem był saski dworzanin Otto Wilhelm, hrabia zu Solms-Sonnenwelde, a matką Dorothea Sabine von Arnim. Edukacją Victora zajął się dziadek ze strony matki pruski minister Georg Dietloff von Arnim. 20 marca 1749 Victor Solms zapisał się na uniwersytet we Frankfurcie nad Menem. Od 1749 kontynuował naukę w Lipsku. Po trzech latach nauki na lipskim uniwersytecie wstąpił na służbę pruską. Szybko zyskał funkcje radcy legacji (Legationsrath) - urzędnika pomocniczego biorącego udział w misjach dyplomatycznych.
21 stycznia 1755 został wysłany jako poseł pruski do Sztokholmu. Żona króla Szwecji Fryderyka I była wówczas siostra króla Prus Fryderyka II Wielkiego. Poparcie królowej nie gwarantowało jeszcze sukcesu misji. Solms umiał jednak zręcznie manewrować między Hattpartiet, partią dworu i Mösspartiet. 22 lipca 1757 królowa Ulryka przyjęła go na audiencji pożegnalnej.
W latach 1762–1779 był pruskim posłem w Petersburgu. 11 kwietnia 1764 podpisał obronny traktat rosyjsko-pruski. We wrześniu 1767 roku, gdy Solms był pruskim posłem w Petersburgu konfederaci radomscy uzyskali jego (i saskiego posła Osten-Sackena) przychylność dla ich postulatu ograniczenia władzy królewskiej w Polsce.
W 1769 roku minister rosyjski Nikita Panin rozmawiał z nim na temat proponowanego przez Królestwo Prus projektu rozbioru Polski. Okazało się jednak, że Panin grał na zwłokę przeciwstawiając konkretnym planom pruskim fantastyczne kontrpropozycje zakładające podział również ziem tureckich, a osłabianie Turcji nie leżało w interesie Prus.